# 自立活動
自立活動（じりつかつどう）は、障害がある児童及び生徒の自立を目指して、教育的な活動を行う指導領域である。特別支援教育を行う特別支援学校と、それ以外の学校に設けられている特別支援学級、及び通級指導教室等で教育課程上重要な位置を占める特別の指導領域である。

## 概要
自立活動は、特別支援学校学習指導要領に示されている指導領域である。幼児児童生徒の障害に由来する種々の困難を改善・克服すること、すなわち社会によりよく適応していくための資質を伸ばす指導の必要性を重視して、各教科、道徳、特別活動とは別に、特別の指導領域として設けられているものである。
自立活動の指導は、「自立活動の時間」を設けて指導する場合はもちろん、各教科、領域の指導を通しても適切に行われる必要がある。このため、特別支援学校学習指導要領の総則において、教育課程編成の一般方針の一つに「自立活動の指導を、学校の教育課程全般を通じて適切に行うものとし、特に自立活動の時間における指導は、各教科と密接な関連を保ち、個々の幼児児童生徒の障害の状態や発達段階等を適切に把握して、適切な指導計画の下に行うよう配慮しなければならない。」と定められている。
障害に由来する困難とは、自立して生活することや、社会的に自立して活動することに様々な制約を受けることである。幼児児童生徒であれば、親子の関係を築くこと、友達と遊ぶこと、年齢相応に自立して生活できること、学習活動に参加して学ぶこと、などに困難が生じる場合が少なくない。実際上は、環境を調整したり、人的な支援を講じるなどの、教育的あるいは福祉的なサポートによって問題解決が図られる。しかし、自立して生活したり、社会に適応したりする力は、障害があるからと言ってその状態が固定的なのではなく、教育的なかかわりによって改善が期待できるものである。できないことはさせない、できないことは代行する、というような介護的なかかわりは、発達の状態に応じて必要なことであるが、さらなる成長を期待するかかわりとしては適切ではない場合がある。特別支援教育においては自立活動を全ての教育活動における重要な指導内容として位置付け、教科、領域の指導と関連付けながら指導することで「自立を目指した主体的な活動」を推進し、幼児児童生徒の現在の生活や将来の生活をよりよいものへ高めるための指導、支援を行っている。何らかのサポートを受けながらだとしても障害児者が「自分で行うことができる」という事実が障害児者自身の意欲につながり、周囲の信頼を生むことにもつながる。それによって障害児者の人格が尊重され、権利が守られながら、より自立した豊かな生活を送ることにつながるのである。また、その結果として自立した自由な社会生活を送ることが保障され、健常者との垣根が取り払われた共生社会が実現するのである。
　
　

## 自立活動の目標
自立活動の目標は、
個々の児童又は生徒が自立を目指し、障害による学習上又は生活上の困難を主体的に改善・克服するために必要な知識,技能,態度及び習慣を養い、もって心身の調和的発達の基盤を培う。
とされている
。ここでいう「自立」とは、幼児児童生徒がそれぞれの障害の状態や発達段階に応じて、主体的に自己の力を可能な限り発揮し、よりよく生きていこうとする姿を指している。また、「調和的発達の基盤を培う」とは、幼児児童生徒の個々の発達の遅れや、個人内に生じている発達の不均衡（個人内差＝障害に由来する、できることとできないことの差）を改善したり、発達の進んでいる側面をさらに伸ばすことによって遅れている側面の発達を促すようにしたり等によって、全人的な発達を促進することをねらいとしている。

## 自立活動の内容
以下の6区分27項目が示されている。（学習指導要領の改訂に伴い、1項目が新設〔※1〕、2項目について文が改訂〔※2、※3〕された。平成30年4月より実施。）
1. 健康の保持
  1. 生活のリズムや生活習慣の形成に関すること。
  2. 病気の状態の理解と生活管理に関すること。
  3. 身体各部の状態の理解と養護に関すること。
  4. 障害の特性の理解と生活環境の調整に関すること。〔※1〕
  5. 健康状態の維持・改善に関すること。
2. 心理的な安定
  1. 情緒の安定に関すること。
  2. 状況の理解と変化への対応に関すること。
  3. 障害による学習上又は生活上の困難を改善・克服する意欲に関すること。
3. 人間関係の形成
  1. 他者とのかかわりの基礎に関すること。
  2. 他者の意図や感情の理解に関すること。
  3. 自己の理解と行動の調整に関すること。
  4. 集団への参加の基礎に関すること。
4. 環境の把握
  1. 保有する感覚の活用に関すること。
  2. 感覚や認知の特性についての理解と対応に関すること。〔※2〕
  3. 感覚の補助及び代行手段の活用に関すること。
  4. 感覚を総合的に活用した周囲の状況についての把握と状況に応じた行動に関すること。〔※3〕
  5. 認知や行動の手掛かりとなる概念の形成に関すること。
5. 身体の動き
  1. 姿勢と運動・動作の基本的技能に関すること。
  2. 姿勢保持と運動・動作の補助的手段の活用に関すること。
  3. 日常生活に必要な基本動作に関すること。
  4. 身体の移動能力に関すること。
  5. 作業に必要な動作と円滑な遂行に関すること。
6. コミュニケーション
  1. コミュニケーションの基礎的能力に関すること。
  2. 言語の受容と表出に関すること。
  3. 言語の形成と活用に関すること。
  4. コミュニケーション手段の選択と活用に関すること。
  5. 状況に応じたコミュニケーションに関すること。

## 養護・訓練から自立活動へ
1971年(昭和46年)4月から施行の盲学校、聾学校及び養護学校小学部・中学部学習指導要領から、第5章「養護・訓練」として初めて位置付けた。その後の改定で、2000年(平成12年)4月から盲学校、聾学校及び養護学校幼稚部教育要領において「自立活動」と名称を改めた。
以降、2002年(平成14年)4月施行の盲学校、聾学校及び養護学校小学部・中学部学習指導要領、及び2003年(平成15年)4月施行の盲学校、聾学校及び養護学校高等部学習指導要領で「自立活動」と名称を改め、内容が修正された。また、2009年(平成21年)4月一部施行の特別支援学校小学部・中学部学習指導要領および特別支援学校高等部学習指導要領では従来の内容が部分的に再編されると同時に、新たに「3.人間関係の形成」が追加された。2017年(平成29年)4月、新学習指導要領公示、健康の保持（4）障害の特性の理解と生活環境の調整に関すること、が新設された。